# Xian de Hunyuan

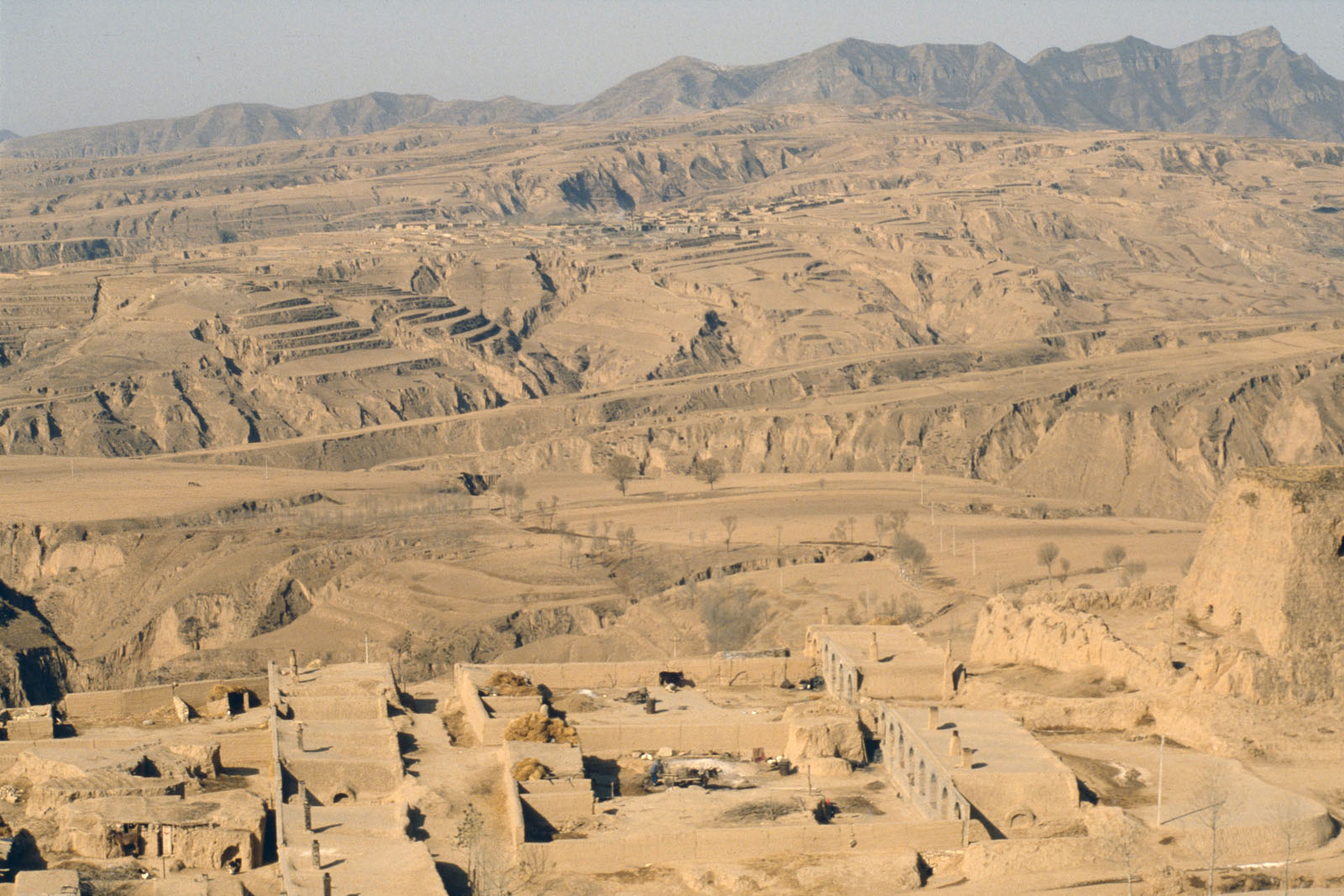
Paysage du plateau de Lœss et habitations de type yaodong près de Hunyuan

Le xian de Hunyuan (浑源县 ; pinyin : Húnyuán Xiàn) est un district administratif de la province du Shanxi en Chine. Il est placé sous la juridiction de la ville-préfecture de Datong.

## Démographie
La population du district était de 337 655 habitants en 1999.